# Serie B 2005/06

Die Mannschaften der Serie B der Saison 2005/06

Die Saison 2005/06 der italienischen Serie B begann am 26. August 2005 mit dem Spiel Hellas Verona gegen US Avellino (0:0) und endete am 28. Mai des darauffolgenden Jahres. Meister wurde Atalanta Bergamo. Außerdem aufsteigen konnten Catania Calcio und der FC Turin. Abgestiegen sind Ternana Calcio, US Cremonese, US Catanzaro, sowie, aber erst nach Relegationsspielen gegen UC AlbinoLeffe, der US Avellino. Torschützenkönig wurde Cristian Bucchi von der FC Modena mit 29 Saisontoren.

## Teams
| Verein           | Stadt            | Stadion                        | Kapazität |
| ---------------- | ---------------- | ------------------------------ | --------- |
| AC Mantova       | Mantova          | Stadio Danilo Martelli         | 14900     |
| AC Cesena        | Cesena           | Stadio Dino Manuzzi            | 23900     |
| AS Bari          | Bari             | Stadio San Nicola              | 58300     |
| Atalanta Bergamo | Bergamo          | Stadio Atleti Azzurri d’Italia | 26600     |
| Brescia Calcio   | Brescia          | Stadio Mario Rigamonti         | 26900     |
| Catania Calcio   | Catania          | Stadio Angelo Massimino        | 21000     |
| FC Turin         | Turin            | Olympiastadion Turin           | 25400     |
| FC Bologna       | Bologna          | Stadio Renato Dall’Ara         | 39400     |
| AC Arezzo        | Arezzo           | Stadio Città di Arezzo         | 13000     |
| FC Modena        | Rom              | Stadio Alberto Braglia         | 20500     |
| FC Crotone       | Crotone          | Stadio Ezio Scida              | 9600      |
| Piacenza Calcio  | Piacenza         | Stadio Leonardo Garilli        | 17800     |
| Pescara Calcio   | Pescara          | Stadio Adriatico               | 19500     |
| Ternana Calcio   | Terni            | Stadio Libero Liberati         | 20500     |
| Rimini Calcio    | Rimini           | Stadio Romeo Neri              | 10000     |
| Spezia Calcio    | La Spezia        | Stadio Alberto Picco           | 10000     |
| UC AlbinoLeffe   | Albino und Leffe | Stadio Atleti Azzurri d’Italia | 26600     |
| Hellas Verona    | Verona           | Stadio Marcantonio Bentegodi   | 39200     |
| US Cremonese     | Cremona          | Stadio Giovanni Zini           | 20000     |
| US Catanzaro     | Catanzaro        | Stadio Nicola Ceravolo         | 13600     |
| US Triestina     | Triest           | Stadio Nereo Rocco             | 32500     |
| Vicenza Calcio   | Vicenza          | Stadio Romeo Menti             | 20900     |

## Abschlusstabelle
| Pl. | Verein           | Sp. | S  | U  | N  | Tore    | Diff. | Punkte |
| --- | ---------------- | --- | -- | -- | -- | ------- | ----- | ------ |
| 1.  | Atalanta Bergamo | 42  | 24 | 9  | 9  | 061:390 | +22   | 81     |
| 2.  | Catania Calcio   | 42  | 22 | 12 | 8  | 067:420 | +25   | 78     |
| 3.  | FC Turin         | 42  | 21 | 13 | 8  | 051:310 | +20   | 76     |
| 4.  | AC Mantova       | 42  | 18 | 15 | 9  | 046:350 | +11   | 69     |
| 5.  | FC Modena        | 42  | 17 | 16 | 9  | 059:410 | +18   | 67     |
| 6.  | AC Cesena        | 42  | 18 | 12 | 12 | 066:540 | +12   | 66     |
| 7.  | AC Arezzo        | 42  | 17 | 15 | 10 | 045:340 | +11   | 66     |
| 8.  | FC Bologna       | 42  | 16 | 16 | 10 | 055:420 | +13   | 64     |
| 9.  | FC Crotone       | 42  | 18 | 9  | 15 | 056:480 | +8    | 63     |
| 10. | Brescia Calcio   | 42  | 15 | 15 | 12 | 054:440 | +10   | 60     |
| 11. | Piacenza Calcio  | 42  | 13 | 15 | 14 | 056:520 | +4    | 54     |
| 12. | Pescara Calcio   | 42  | 14 | 12 | 16 | 041:500 | −9    | 54     |
| 13. | AS Bari          | 42  | 11 | 18 | 13 | 043:470 | −4    | 51     |
| 14. | US Triestina     | 42  | 12 | 15 | 15 | 044:510 | −7    | 51     |
| 15. | Hellas Verona    | 42  | 10 | 19 | 13 | 042:410 | +1    | 49     |
| 16. | Vicenza Calcio   | 42  | 13 | 10 | 19 | 038:490 | −11   | 49     |
| 17. | Rimini Calcio    | 42  | 11 | 15 | 16 | 042:490 | −7    | 48     |
| 18. | UC AlbinoLeffe   | 42  | 10 | 16 | 16 | 038:520 | −14   | 46     |
| 19. | US Avellino      | 42  | 11 | 13 | 18 | 042:620 | −20   | 46     |
| 20. | Ternana Calcio   | 42  | 7  | 18 | 17 | 036:580 | −22   | 39     |
| 21. | US Cremonese     | 42  | 6  | 12 | 24 | 036:600 | −24   | 30     |
| 22. | US Catanzaro     | 42  | 7  | 7  | 28 | 026:630 | −37   | 28     |

| (A) | Absteiger aus der Serie A 2004/05   |
| (N) | Aufsteiger aus der Serie C1 2004/05 |

### Playoff
|           | Gesamt |            | Hinspiel | Rückspiel |
| --------- | ------ | ---------- | -------- | --------- |
| AC Cesena | 1:2    | FC Turin   | 1:1      | 0:1       |
| FC Modena | 11:1 1 | AC Mantova | 0:0      | 1:1       |

|            | Gesamt |          | Hinspiel | Rückspiel |
| ---------- | ------ | -------- | -------- | --------- |
| AC Mantova | 15:5 1 | FC Turin | 4:2      | 1:3 n. V. |

### PlayDown
|             | Gesamt |                | Hinspiel | Rückspiel |
| ----------- | ------ | -------------- | -------- | --------- |
| US Avellino | 3:4    | UC AlbinoLeffe | 0:2      | 3:2       |

## Torschützenliste
| Pl. | Nat.          | Spieler            | Verein           | Tore |
| --- | ------------- | ------------------ | ---------------- | ---- |
| 1   | Italien       | Cristian Bucchi    | FC Modena        | 29   |
| 2   | Italien       | Claudio Bellucci   | FC Bologna       | 25   |
| 3   | Italien       | Gionatha Spinesi   | Catania Calcio   | 23   |
| 4   | Italien       | Daniele Cacia      | Piacenza Calcio  | 18   |
| 5   | Litauen       | Tomas Danilevičius | US Avellino      | 17   |
| 5   | Italien       | Emiliano Salvetti  | AC Cesena        | 17   |
| 7   | Brasilien     | Adaílton           | Hellas Verona    | 15   |
| 7   | Italien       | Marco Carparelli   | US Cremonese     | 15   |
| 7   | Liechtenstein | Mario Frick        | Ternana Calcio   | 15   |
| 7   | Brasilien     | Jeda               | FC Crotone       | 15   |
| 7   | Italien       | Nicola Ventola     | Atalanta Bergamo | 15   |